# Plaine de la Mitidja
Plaine de la Mitidja är en slätt i Algeriet.   Den ligger i provinsen Blida, i den norra delen av landet, 17 km söder om huvudstaden Alger.